# Dywizja Zapasowa A
Dywizja Zapasowa A (niem. Feldersatz-Division A) – jedna z niemieckich dywizji zapasowych. Utworzona w sierpniu 1941 roku w IV Okręgu Wojskowym do kierowania wojskami zapasowymi na froncie wschodnim. W październiku rozwiązana na terenie Niemiec. Ponownie utworzona w styczniu 1942 roku i rozwiązana 30 listopada 1942 roku. 
Dowódcy
- generał porucznik Heinrich Curtze
- generał porucznik Adolv von Kleist

Skład w 1941
- Pułk Zapasowy A/1 (Feldersatz-Regiment A/1)
- Pułk Zapasowy A/2 (Feldersatz-Regiment A/2)
- Pułk Zapasowy A/3 (Feldersatz-Regiment A/3)
- Pułk Zapasowy A/4 (Feldersatz-Regiment A/4)
- Pułk Zapasowy A/5 (Feldersatz-Regiment A/5)

Skład w 1942
- identyczny jak w 1941, z tym że Pułk Zapasowy A/5 nie wchodził w skład dywizji